# 下野市
下野市（日语：／ Shimotsuke shi */?）是栃木縣南部的一市。2006年1月10日，與河內郡南河內町與下都賀郡國分寺町、同郡石橋町新設合併成立。

## 地理

### 鄰接的自治區
- 宇都宮市
- 小山市
- 栃木市
- 真岡市
- 下都賀郡：壬生町
- 河內郡：上三川町

## 历史
- 2006年1月10日－河内郡南河内町與下都賀郡国分寺町、同郡石橋町合併，改制為下野市。
- 2006年2月5日－下野市長大選，大垣隆因無投票当選、初代市長職位。

## 教育

### 大学
- 自治医科大学

### 高等学校
- 栃木縣立石橋高等学校（日语：栃木県立石橋高等学校）

### 中学校
- 下野市立南河内中学校
- 下野市立南河内第二中学校
- 下野市立石橋中学校
- 下野市立国分寺中学校

### 小学校
- 下野市立吉田東小学校
- 下野市立吉田西小学校
- 下野市立薬師寺小学校
- 下野市立緑小学校
- 下野市立祇園小学校
- 下野市立国分寺小学校
- 下野市立国分寺西小学校
- 下野市立国分寺東小学校
- 下野市立石橋小学校
- 下野市立石橋北小学校
- 下野市立細谷小学校
- 下野市立古山小学校

### 特別支援学校
- 栃木縣立國分寺養護學校（日语：栃木県立国分寺養護学校）

## 名人
- 落合英二 - 日本職棒中日隊球員，旧・石橋町出身